# Ash Springs
Ash Springs est une ville du comté de Lincoln, dans l'État du Nevada aux États-Unis. Situé dans la vallée Pahranagat, son activité économique principale est basée sur l'élevage extensif.
Elle également connue pour sa présence de source chaude. 